# Río Duratón
El río Duratón es un río del centro de España, un afluente por la margen izquierda del río Duero que discurre por las provincias de Madrid, Segovia y Valladolid. Tiene una longitud de 106 km y drena una cuenca de 1487 km².

## Geografía

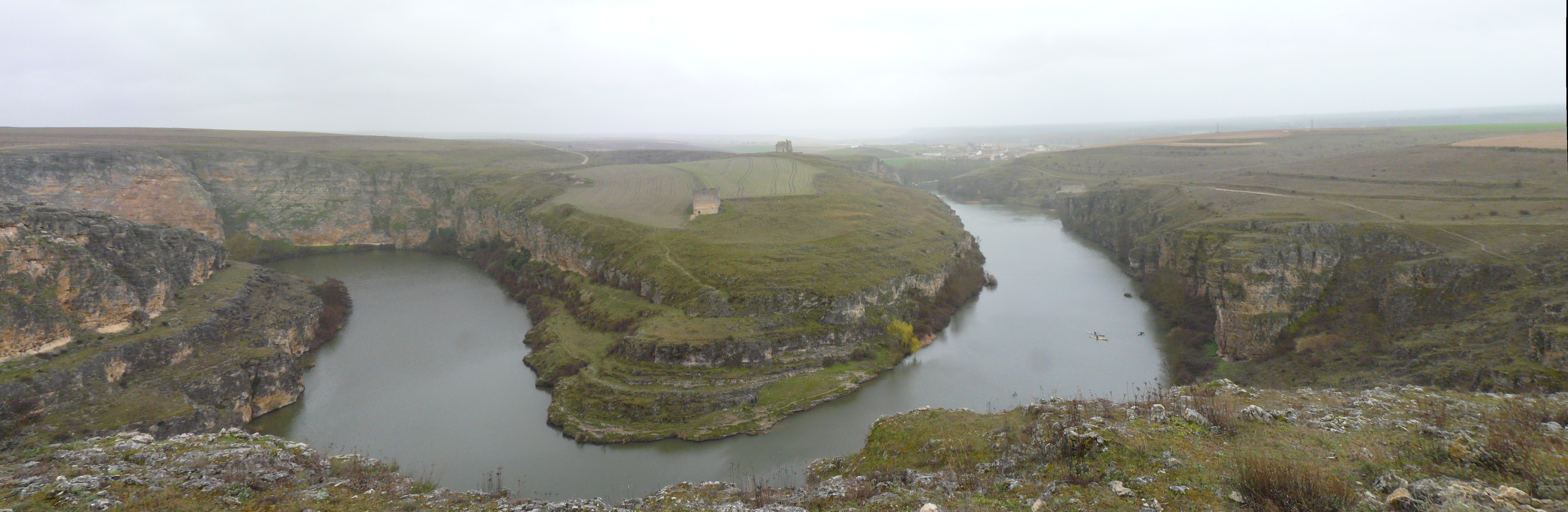
Meandro del Duratón cerca de San Miguel de Bernuy

El río Duratón nace en el término municipal de Somosierra (Madrid) a partir de la confluencia del arroyo de las Pedrizas y del arroyo de la Peña, donde se encuentran las ruinas del molino de la Peña del Chorro, en las faldas de la peña Cebollera, en la sierra de Ayllón. Abandona Madrid casi al inicio y se interna en la provincia de Segovia, donde pasa por Duratón, localidad a la que da nombre y rodea Sepúlveda, para ser embalsado en Burgomillodo, y por San Miguel de Bernuy. Es de nuevo embalsado en las Vencías y riega Fuentidueña, para desembocar en la margen izquierda del río Duero, aguas abajo de la localidad de Peñafiel, en la provincia de Valladolid. Sus afluentes son los ríos Hoz, Serrano, Caslilla y San Juan.
Aparece descrito en el séptimo volumen del Diccionario geográfico-estadístico-histórico de España y sus posesiones de Ultramar de Pascual Madoz de la siguiente manera:

DURATON: r. en la prov. de Segovia, part. jud. de Sepúlveda: tiene origen en las inmediaciones del pueblo de su mismo nombre, al O. de la sierra del puerto de Somosierra y entre los pueblos de Siguero y Sigueruela; su direccion es en general de SE. al NO. desde el punto que nace hasta su confluencia con el Duero un poco mas abajo de Peñafiel; su curso es de unas 15 leg. y baña los campos de Cabrerizos, Alameda, Sepúlveda, Villasecas, San Miguel de Bernuy, Fuentidueña, Rábano y Peñafiel; á esta v. la divide en 2 partes: durante su curso da movimiento á 7 molinos harineros y 2 batanes: tiene 3 puentes: uno de piedra y madera en las inmediaciones de Rábano, de 2 ojos y mala construccion; otro titulado Baldobar, de piedra silleria, á 1/8 leg. de Peñafiel, es de construccion buena y muy ant. y tiene 8 1/2 varas de altura, y el otro en el mismo Peñafiel, tambien de piedra, de buena construccion y de 7 ojos, sirve para pasar al arrabal que divide el r.; este puente ha sido reedificado en el año de 1830. En los 2 últimos se paga pontazgo: el r. puede vadearse por cualquiera parte en tiempo de verano y aun en el invierno por algunas; menos cuando hay grandes avenidas, es abundante en buena pesca.
(Madoz, 1847, p. 427)

Muy conocido ahora al originar el parque natural de las Hoces del Río Duratón.
Sobre uno de los meandros que forman las hoces del río, en el mismo corazón del parque, se erige la ermita dedicada a San Frutos, el lugar del parque que más visitas recibe. Su ubicación, al borde del acantilado, permite apreciar óptimamente el cañón que forma el río Duratón y el remanso que se crea con el embalse de la cercana presa de Burgomillodo.
El río Duratón pasa por la localidad vallisoletana de Rábano, situado a nueve kilómetros de Peñafiel, que es donde desemboca el río. El término de Rábano es un coto de pesca muy demandado por la existencia de la trucha arcoíris así como del cangrejo señal.